# Americamysis bigelowi
Americamysis bigelowi är en kräftdjursart som först beskrevs av W. M. Tattersall 1926.  Americamysis bigelowi ingår i släktet Americamysis och familjen Mysidae. Inga underarter finns listade i Catalogue of Life.